# 世界听力日

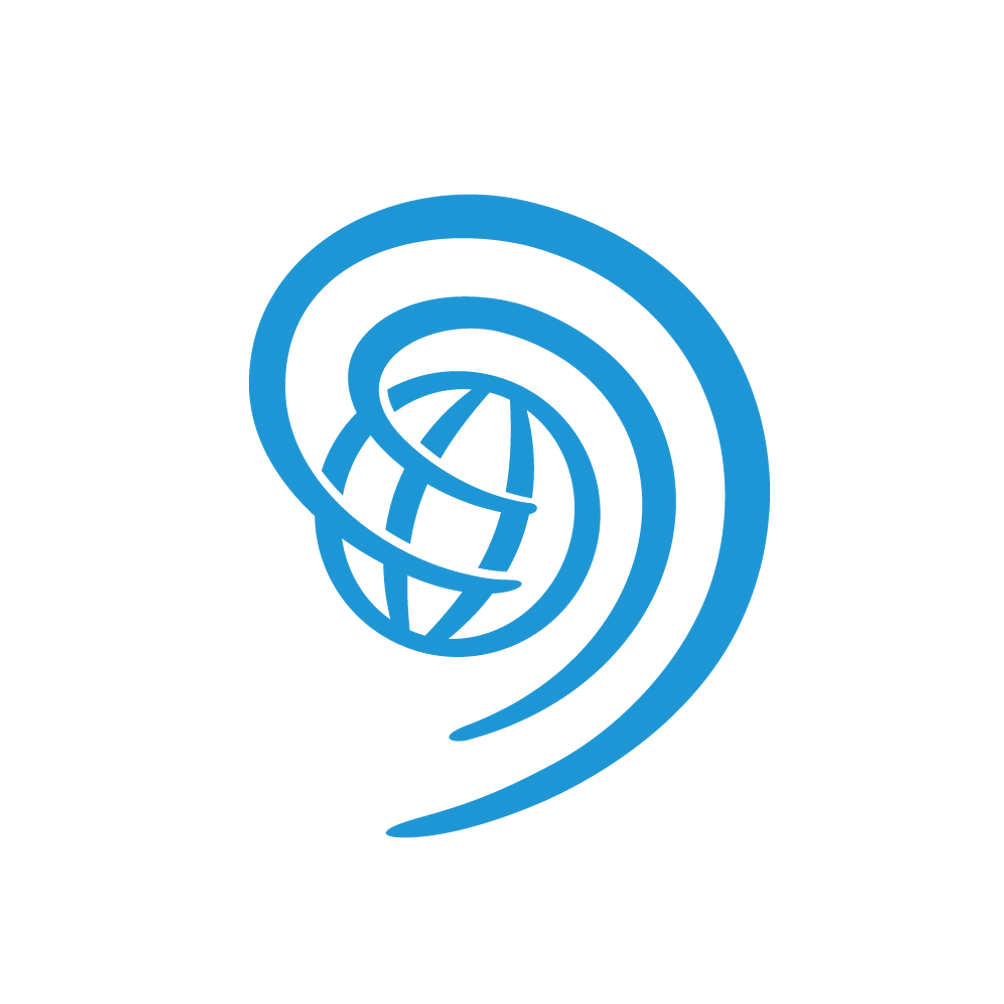
听力日标志

世界听力日是世界卫生组织预防失明和失聪办公室每年每年的3月3日兴办的一项节日，旨在分享信息以促进预防听力损失和改善听力保健活动。第一届世界听力日活动举办于2007年，这一节日則在2016年以前名为国际爱耳日（英語：International Ear Care Day）。世界卫生组织每年都会选定节日主题，编写教育材料，并以多种语言免费发布这些材料，在全球各地协调节日举办并发表报告。

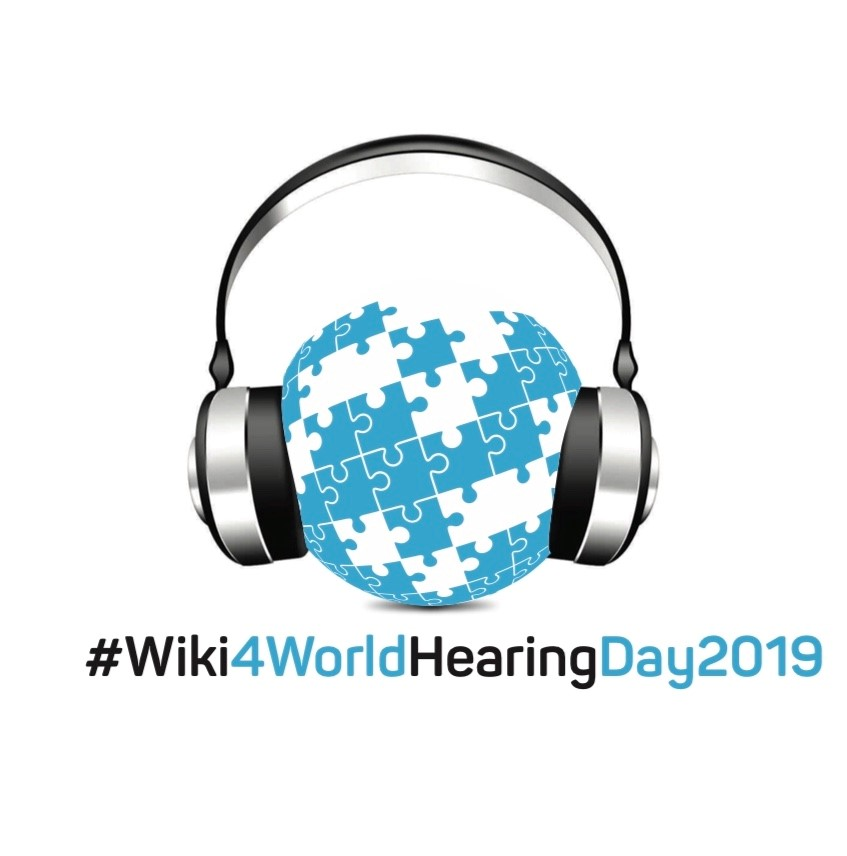
Wiki4WorldHearingDay2019标志

## 往届
- 2023年：2023年世界聽力日，世界衛生組織WHO發表一項關鍵訊息指出，耳朵與聽力問題是社區中最常見的問題之一，而超過60%的聽力問題是可以在初期發現和解決的。並提出將聽力保健納入初期公共衛生服務體系的建議，預期這一整合可幫助各國達到全民健康覆蓋的目標。
- 2022年：世界衛生組織WHO以「謹慎用耳，耳聰一生！」為主題，再次將重點關注於預防聽力損失的重要性和方法，並呼籲各國政府或團體，提高對安全聆聽的實證標準的認知與實踐。
- 2021年：世界聽力日主題為「關心所有人的聽力保健（Hearing care for all）」。呼籲全球對於每個人的聽力損失和耳部疾病都必須採取解決行動，且必須做到篩檢、復健和溝通。
- 2020年：2020年世界听力日的主题是“保持听力，终生受益”。[3] 世界卫生组织选择该主题旨在强调及时有效的干预措施可以确保听觉障碍人员能够充分发挥其潜力。世界卫生组织认识到在生命的各个阶段，沟通和良好的听力健康将个体、社区和世界紧密联系在一起。 它强调适当和及时的干预措施可以促进获得教育，就业和交流的机会。不幸的是，全球耳朵和听力保健存在不足。世界卫生组织认为，所有公共卫生系统都应包括耳朵和听力保健。

- 2019年：该主题的活动为“查查你的听力”。来自发达国家和发展中国家的数据均表明，与听力损失相关的疾病负担中，很大一部分来自于从未识别到的听力困难。[4][5]

英国的一项研究表明，只有20％的听力障碍者寻求治疗。 南非一项研究报道，存在听力困难的人员，会等待5至16年才寻求诊断和治疗。2019共登记了来自81个国家共291事件/活动，并在其年度报告中进行了描述。为庆祝该活动，WHO在2019年2月发布了hearWHO，一种用于移动设备的免费应用程序。人们可以使用该程序定期检查听力，并对听力损失采取早期干预。该应用程序是针对那些有听力损失风险或者已经出现听力损失相关症状的人员。
Wiki4WorldHearingDay2019是该活动的一部分，目的是促进在维基百科以多种语言发布与听力有关内容。活动在维基活动版块报告，并概述了一些出版物。此外，来自美国 辛辛那提HEAR、美国疾病控制中心和预防下属的国立职业安全与卫生研究所、国家出生缺陷和发育残疾中心和国家环境中心的研究者以及国立职业安全与卫生研究所的维基百科驻地研究员和Cochrane维基百科顾问举办了一场演讲会。
- 2018年：2018年世界听力日的主题是”听力未来“，强调在未来的几十年，全球听力损失人数不断增加的问题。[12]

- 2017年: 2017年世界听力日的主题是“针对听力损失行动起来：做出明智投资”。该主题关注听力损失对经济的影响.[13]

- 2016年: 2016年世界听力日的主题是“儿童听力损失：采取行动，刻不容缓”。该活动提供了预防大部分儿童听力损失的公共卫生措施的相关信息。[14]

- 2015年: 2015年世界听力日的主题是“确保收听安全”,以提醒公众关注娱乐性噪声导致噪声引起的听力损失问题.[15]